# R.E.M. Live
Pour les articles homonymes, voir Liste des albums intitulés Live et Live.
Albums de R.E.M.
And I Feel Fine... The Best of the I.R.S. Years 1982-1987
(2006) Accelerate
(2006)
R.E.M. Live est le premier live officiel du groupe disponible sur format audio. Il a été enregistré les 26 et 27 février 2005 à Dublin, Au Depot Point. Il est sorti en octobre 2007 dans les bacs.
Le concert contient un inédit, I'm Gonna DJ (qui figure sur l'album suivant Accelerate, sorti en 2008), que le groupe a dévoilé pendant cette tournée (la tournée de Around the Sun, sorti en 2004) ainsi qu'un duo avec Daniel Ryan, de The Thrills (groupe qui assurait leurs premières parties, toujours pendant cette tournée) sur le titre (Don't Go Back To) Rockville, extrait de l'album Reckoning.
Le coffret est composé de deux CD et un DVD regroupant les deux parties en CD du concert. Le premier CD contient le corps principal du concert, le deuxième quant à lui contient le rappel, ce qui explique le découpage 17/5 chansons.

## Liste des morceaux
CD 1
1. I Took Your Name
2. So Fast, So Numb
3. Boy In The Well
4. Cuyahoga
5. Everybody Hurts
6. Electron Blue
7. Bad Day
8. The Ascent Of Man
9. The Great Beyond
10. Leaving New York
11. Orange Crush
12. I Wanted To Be Wrong
13. Final Straw
14. Imitation of Life
15. The One I Love
16. Walk Unafraid
17. Losing My Religion

CD 2
1. What's the Frequency, Kenneth?
2. Drive
3. (Don't Go Back To) Rockville
4. I'm Gonna DJ
5. Man On The Moon

DVD
1. I Took Your Name
2. So Fast, So Numb
3. Boy In The Well
4. Cuyahoga
5. Everybody Hurts
6. Electron Blue
7. Bad Day
8. The Ascent Of Man
9. The Great Beyond
10. Leaving New York
11. Orange Crush
12. I Wanted To Be Wrong
13. Final Straw
14. Imitation of Life
15. The One I Love
16. Walk Unafraid
17. Losing My Religion
18. What's the Frequency, Kenneth?
19. Drive
20. (Don't Go Back To) Rockville
21. I'm Gonna DJ
22. Man On The Moon